# San Luca
Pour les articles homonymes, voir Luca.
San Luca est une commune italienne du Mezzogiorno située dans la ville métropolitaine de Reggio de Calabre. Le village est aussi le chef lieu de l'organisation de la 'Ndrangeta.

## Géographie
La commune de San Luca occupe le versant ionien du massif de l'Aspromonte et est traversée par la fiumara Bonamico. Son territoire, inclus dans le parc national de l'Aspromonte, comprend divers sites naturels d'une grande beauté tels que le lac Constantino et diverses formations rocheuses atypiques (la pietra Lunga, la pietra Castello, et la pietra Cappa, l'un des plus grands monolithes d'Europe).

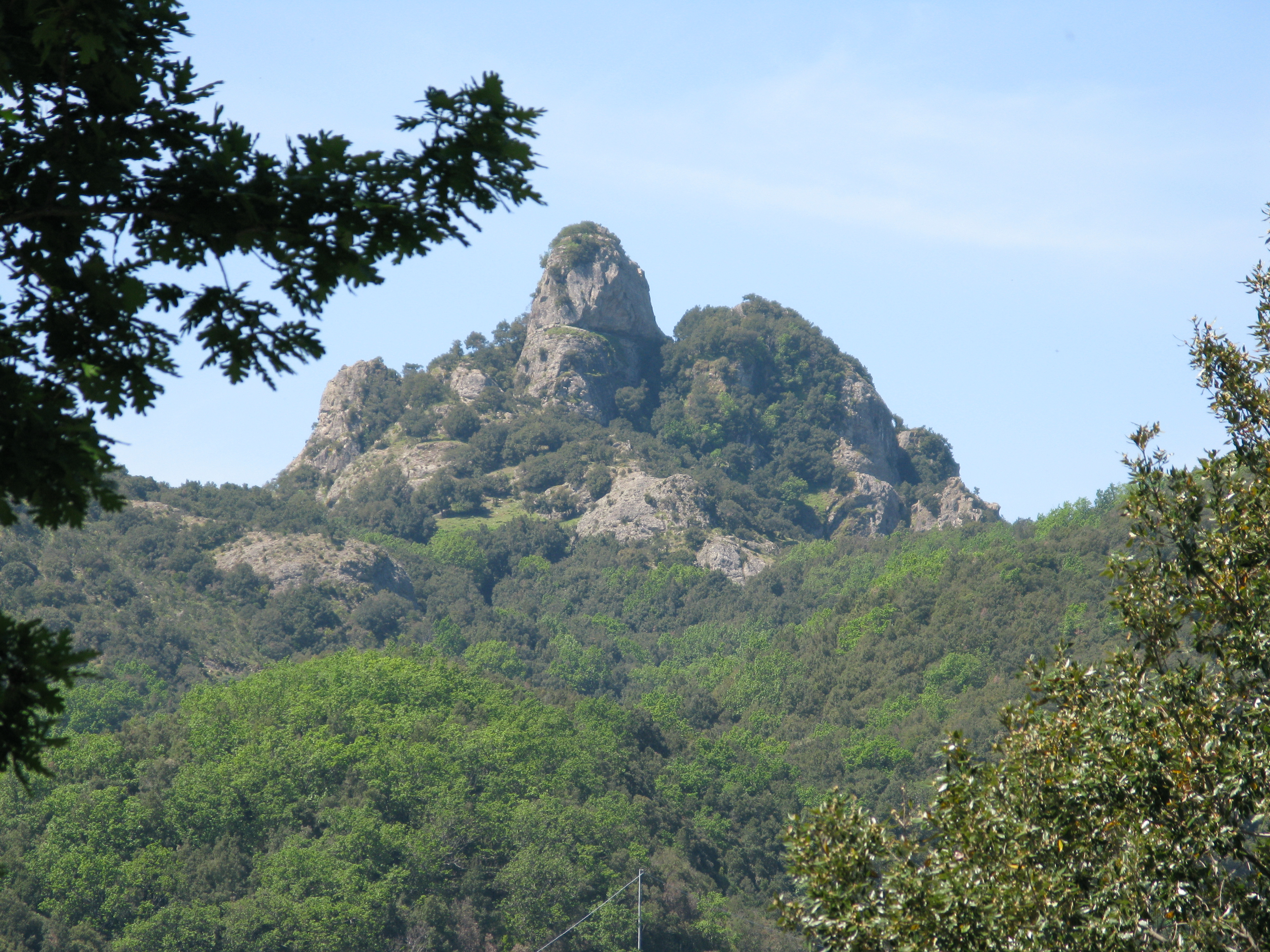
Pietra Castello.

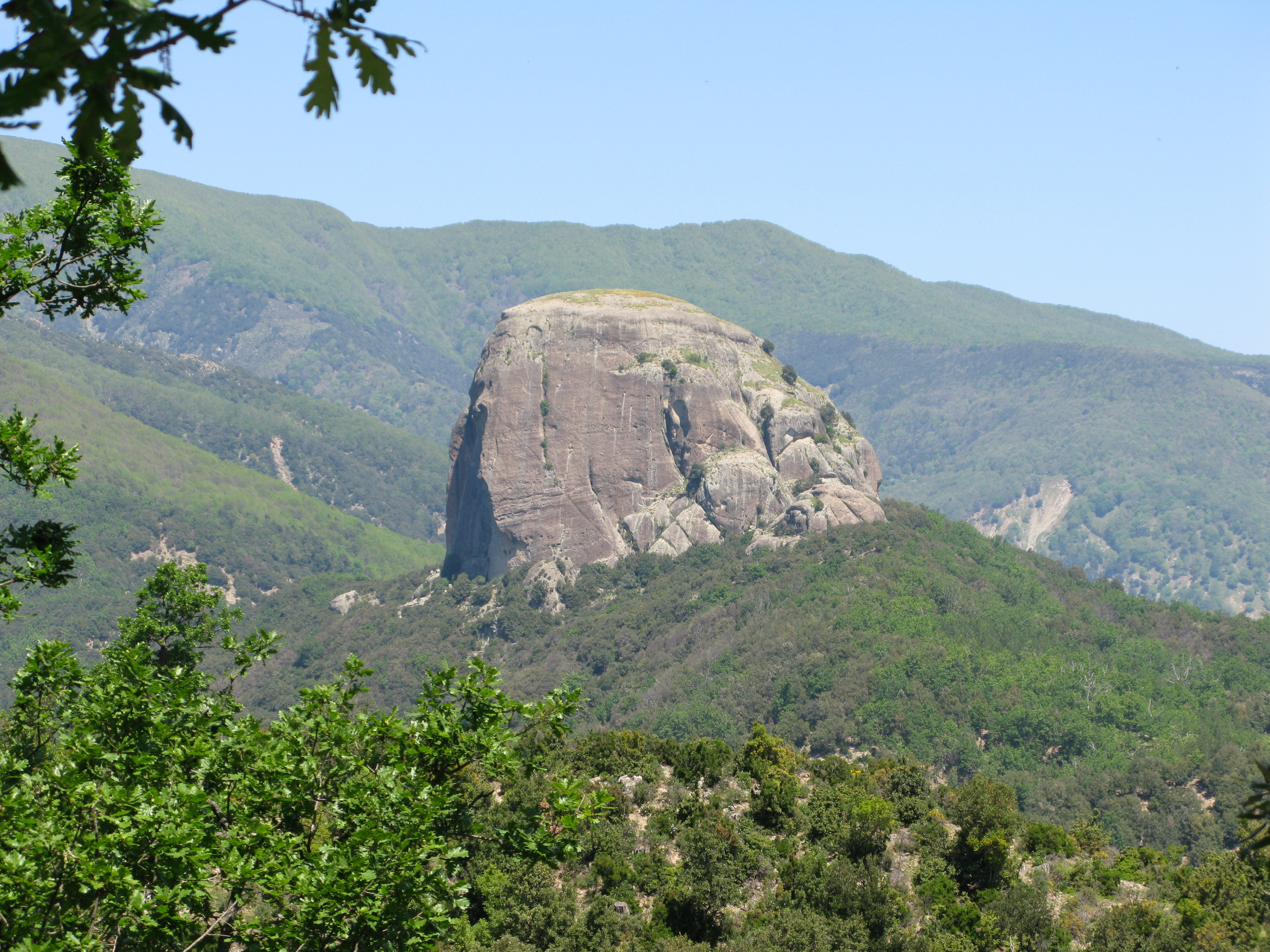
Pietra Cappa.

## Histoire
En décembre 1908, la commune est secouée par un violent séisme qui lui inflige de lourds dégâts, humains comme matériels.

## Culture
Le sanctuaire de la Madone de Polsi dite aussi Madone de la Montagne, très vénérée dans toute l'Italie du Sud, se situe sur le territoire de la commune de San Luca.
Cette Madone est célébrée le 2 septembre. Seuls les habitants de San Luca ont le droit de porter la statue de la Vierge en procession.
San Luca est la « capitale » de la mafia calabraise. Ce village retiré compte nombre de familles importantes de la 'Ndrangheta.
Les plus importants chefs de la 'Ndrangheta se réunissent à Polsi tous les ans.

## Administration
| Période                                  | Période  | Identité           | Étiquette | Qualité |
| ---------------------------------------- | -------- | ------------------ | --------- | ------- |
| 27 mai 2003                              | En cours | Giuseppe Mammoliti |           |         |
| Les données manquantes sont à compléter. |          |                    |           |         |

### Hameaux
Ientile, Ricciolio, Vorea, Polsi.

### Communes limitrophes
Benestare, Bovalino, Careri, Casignana, Cosoleto, Delianuova, Samo, Sant'Agata del Bianco, Santa Cristina d'Aspromonte, Scido.

## Personnalités liées à la commune
Corrado Alvaro (1895-1956), écrivain.